# Javier Padilla
José Javier Padilla Martínez (Tegucigalpa, Francisco Morazán, Honduras; 23 de agosto de 1963) es un exfutbolista hondureño y actual director técnico. Su actual club es el Real de Minas, de la Liga Nacional de Honduras.

## Trayectoria

### Como futbolista
Javier Padilla fue un Defensa central que jugó para el Motagua desde 1984 hasta 1998. 

### Como entrenador
Luego de su retiro se convirtió en entrenador del Honduras Salzburg en 2001. En 2005 fue designado como entrenador del Motagua y en su sustitución llegó el chileno Germán Cornejo.
Meses después toma las riendas del Hispano Fútbol Club, pero para el Clausura 2006 dimitió de su cargo por malos resultados que a la larga terminaron con el descenso del club a la segunda división. Al año siguiente se incorporó al Club Universidad por un periodo corto de tiempo. En ese mismo año (2007) se incorporó a las filas del Club Deportivo Victoria de La Ceiba, pero por malos resultados fue despedido de su cargo a finales de 2008.
En 2009 se convirtió en entrenador del Atlético Gualala de la Liga de Ascenso e incluso lo logró ascender a la primera división. Sin embargo, el club se fusionó con Real Juventud y posteriormente desapareció, lo cual dejó sin empleo a Padilla. En 2010 fue nombrado por la Federación Nacional Autónoma de Fútbol de Honduras como entrenador de la selección sub-20 con el objetivo principal de clasificarla a los mundiales del 2011 y 2013 en Colombia y Turquía, pero para desgracia todo terminó en un rotundo fracaso.
En 2011 dirigió a la Selección de fútbol de Honduras durante un amistoso contra Ecuador que terminó con empate 1-1. El 25 de junio de 2013 se convirtió en entrenador del Atlético Municipal de la Liga de Ascenso de Honduras.

## Clubes

### Como futbolista
| Club      | País     | Año         |
| --------- | -------- | ----------- |
| Motagua   | Honduras | 1984 - 1997 |
| Palestino | Honduras | 1997 - 1998 |
| Motagua   | Honduras | 1998 - 1999 |

### Como entrenador
| Club                         | País     | Año         |
| ---------------------------- | -------- | ----------- |
| Honduras Salzburg            | Honduras | 2001 - 2002 |
| Motagua                      | Honduras | 2005        |
| Hispano                      | Honduras | 2007        |
| Universidad                  | Honduras | 2007        |
| Victoria                     | Honduras | 2007 - 2008 |
| Atlético Gualala             | Honduras | 2009        |
| Selección de Honduras Sub-20 | Honduras | 2010 - 2012 |
| Selección de Honduras        | Honduras | 2011        |
| Atlético Municipal           | Honduras | 2013        |
| Real de Minas                | Honduras | 2018        |

## Palmarés

### Como futbolista
| Título                    | Club    | País     | Año  |
| ------------------------- | ------- | -------- | ---- |
| Liga Nacional de Honduras | Motagua | Honduras | 1992 |
| Liga Nacional de Honduras | Motagua | Honduras | 1997 |
| Liga Nacional de Honduras | Motagua | Honduras | 1998 |

### Como entrenador
| Título                      | Club             | País     | Año  |
| --------------------------- | ---------------- | -------- | ---- |
| Liga de Ascenso de Honduras | Atlético Gualala | Honduras | 2009 |